# Sebastiaen Vrancx
Sebastiaen Vrancx, döpt 22 januari 1573 i Antwerpen, död där 19 maj 1647, var en flamländsk målare. 
Vrancx var elev till Adam van Noort i Antwerpen och vidareutbildade sig på en resa i Italien. År 1612 blev han dekanus för Sankt Lukasgillet i sin hemstad. I Rijksmuseum i Amsterdam ses bland många andra arbeten Marknad i en flamsk stad. Vidare märks Barmhärtighetens sju verk (Hannovers museum), Fest i en slottspark (Konstmuseet i Köpenhamn), Pilgrimer i närheten av en by (Münchens Pinakotek), Göteborgs konstmuseum med flera. 

## Bilder
| - Soldater plundrar en bondgård (1620). Deutsches Historisches Museum i Berlin. |